# Desa Tugurejo (administrativ by i Indonesien, Jawa Timur, lat -8,05, long 111,37)
Desa Tugurejo är en administrativ by i Indonesien.   Den ligger i provinsen Jawa Timur, i den västra delen av landet, 500 km öster om huvudstaden Jakarta.